# SS Baltic (1871)
El SS Baltic fue un transatlántico propiedad de la firma White Star Line. Fue uno de los primeros cuatro barcos construidos para esa empresa en los astilleros Harland & Wolff después de que Thomas Ismay comprara la compañía. En 1889, después de que el RMS Teutonic entrase en servicio, el barco fue vendido a la Holland America Line y fue renombrado como SS Veendam, por la ciudad holandesa con ese nombre.
En febrero de 1898, se hundió tras chocar con los restos de un barco abandonado, pero afortunadamente no hubo víctimas mortales.